# Liên hoan phim Việt Nam lần thứ 23
Liên hoan phim Việt Nam lần thứ 23 là một sự kiện do Bộ Văn hóa, Thể thao và Du lịch Việt Nam phối hợp với Ủy ban nhân dân tỉnh Lâm Đồng tổ chức từ ngày 21 tháng 11 đến ngày 25 tháng 11 năm 2023, với chủ đề "Xây dựng công nghiệp điện ảnh Việt Nam giàu bản sắc dân tộc, hiện đại và nhân văn". Với 147 bộ phim tham dự, Liên hoan phim Việt Nam lần thứ 23 có số lượng phim tham dự nhiều nhất từ trước tới nay. Hội đồng tuyển chọn đã chọn được 147 bộ phim, gồm 91 bộ phim dự thi, 56 bộ phim trong chương trình toàn cảnh.
Đêm khai mạc Liên hoan phim diễn ra tại Quảng trường Lâm Viên, thành phố Đà Lạt, tỉnh Lâm Đồng và lễ bế mạc tổ chức tại Nhà hát Opera House, thành phố Đà Lạt, tỉnh Lâm Đồng. Tại lễ bế mạc, giải Bông Sen Vàng đã được trao cho các phim: Tro tàn rực rỡ (hạng mục Phim truyện điện ảnh), Những đứa trẻ trong sương (hạng mục Phim tài liệu), Nghiên cứu về ứng dụng công nghệ trong chữa cháy (hạng mục Phim khoa học) và Giấc mơ của con (hạng mục Phim hoạt hình).

## Ban giám khảo
Danh sách Ban giám khảo bao gồm:

### Phim truyện điện ảnh
- Ông Đào Bá Sơn (đạo diễn, NSND) - Chủ tịch Ban giám khảo
- Ông Trần Quốc Dũng (nhà quay phim, NSND) - Uỷ viên
- Bà Phạm Nhuệ Giang (đạo diễn, NSND) - Uỷ viên
- Bà Phạm Thị Phong Điệp (nhà văn, nhà báo) - Uỷ viên
- Ông Trần Mạnh Hùng (nhạc sĩ) - Uỷ viên
- Ông Trịnh Đình Lê Minh (đạo diễn) - Uỷ viên
- Ông Trần Quang Minh (hoạ sĩ, Tiến sĩ) - Uỷ viên
- Bà Nguyễn Như Quỳnh (diễn viên, NSND) - Uỷ viên
- Ông Nguyễn Chánh Trực (Charlie Nguyễn) (nhà biên kịch, nhà sản xuất) - Uỷ viên

### Phim tài liệu - Phim khoa học
- Ông Nguyễn Lương Đức (đạo diễn, NSND) - Chủ tịch Ban giám khảo
- Ông Trần Tuấn Hiệp (đạo diễn) - Uỷ viên
- Bà Đặng Thái Huyền (đạo diễn, Thượng tá) - Uỷ viên
- Bà Ngô Ngọc Ngũ Long (nhà báo, nhà lý luận phê bình) - Uỷ viên
- Ông Phạm Huy Quang (nhà quay phim, Tiến sĩ nghệ thuật) - Uỷ viên
- Ông Đinh Trọng Tuấn (nhà báo) - Uỷ viên
- Ông Tạ Quỳnh Tư (đạo diễn) - Uỷ viên

### Phim hoạt hình
- Ông Đỗ Lệnh Hùng Tú (hoạ sĩ, Phó giáo sư, Tiến sĩ nghệ thuật) - Chủ tịch Ban giám khảo
- Bà Lý Thu Hà (hoạ sĩ, đạo diễn, NSƯT) - Uỷ viên
- Ông Phạm Sông Đông (nhà biên kịch) - Uỷ viên
- Ông Nguyễn Ngọc Tuấn (hoạ sĩ, Thạc sĩ) - Uỷ viên
- Ông Phạm Quang Vĩnh (hoạ sĩ) - Uỷ viên

## Danh sách phim tham gia

### Phim dự thi

#### Phim truyện điện ảnh
Danh sách phim dự thi hạng mục Phim truyện điện ảnh bao gồm:
| Tựa phim                 | Đạo diễn | Đơn vị sản xuất |
| ------------------------ | --- | --- |
| Tro tàn rực rỡ           | Bùi Thạc Chuyên | Công ty TNHH Ân Nam Films, Viet Vision, Fleur de Lys                                                                                |
| Nhà bà Nữ                | Trấn Thành | Công ty TNHH Trấn Thành Town, Công ty TNHH Giải trí CJ HK, Công ty TNHH Kim Entertainment                                           |
| Người vợ cuối cùng       | Victor Vũ | Công ty TNHH Lotte Entertainment Việt Nam, Công ty Cổ Phần Giải Trí TFilm, Công ty TNHH November Film                               |
| Mười: Lời nguyền trở lại | Trịnh Lê Minh Hằng (Hằng Trịnh) | Công ty TNHH Giải trí Silver Moonlight                                                                                              |
| Kẻ ẩn danh               | Dan Trần | Công ty TNHH New Arena |
| Mẹ ơi, Bướm đây!         | Lưu Huỳnh | Công ty Cổ phần Truyền thông DZS |
| Hồng Hà nữ sĩ            | NSƯT Nguyễn Đức Việt | Công ty TNHH MTV Truyền thông Nam Phương (HongNgat Film)                                                                            |
| Hoa nhài                 | NSND Đặng Nhật Minh | Công ty TNHH Điện ảnh và truyền thông Khánh An                                                                                      |
| Fanti                    | Andy Nguyễn | Công ty Cổ phần Sản xuất Phim Hoan Khuê                                                                                             |
| Em và Trịnh              | Phan Gia Nhật Linh | Công ty Cổ phần giải trí và giáo dục Galaxy                                                                                         |
| Đất rừng phương Nam      | Nguyễn Quang Dũng | Công ty Cổ phần Sản xuất Phim Hoan Khuê, Công ty Cổ phần Phim Thiên Ngân, Công ty Cổ phần Galaxy Play, Công ty TNHH Trấn Thành Town |
| Đào, Phở và Piano        | Phi Tiến Sơn | Công ty Cổ phần Phim truyện I |
| Con Nhót mót chồng       | Vũ Ngọc Đãng | Công ty TNHH Giải trí Tổng hợp Thu Trang                                                                                            |
| Cô gái từ quá khứ        | Bảo Nhân, Namcito | Công ty TNHH Mar6 Studios |
| 9                        | Nguyễn Tú Anh, Vũ Nguyễn Thảo Anh, Hoàng Thế Dương, Trần Anh Đức, Trần Hoàng Hà, Nguyễn Thị Bích Ngọc, Nguyễn Thùy Ngân, Quách Xuân Tùng, Phạm Quốc Trung | Trường Đại học Sân khấu – Điện ảnh Hà Nội                                                                                           |
| 578                      | Lương Đình Dũng | Công ty TNHH sản xuất phim và giải trí Tứ Vân                                                                                       |

#### Phim tài liệu
Danh sách phim dự thi hạng mục Phim tài liệu bao gồm:
| Tựa phim                                            | Đạo diễn                            | Đơn vị sản xuất                                                     |
| --------------------------------------------------- | ----------------------------------- | ------------------------------------------------------------------- |
| Cùng con bước tiếp                                  | Phan Huỳnh Trang                    | Công ty Cổ phần Phim Giải Phóng                                     |
| Biển đói                                            | Đỗ Đại Tín                          | Công ty Cổ phần Phim Giải Phóng                                     |
| Dòng sông ký ức                                     | NSND Nguyễn Thước                   | Công ty TNHH MTV Hãng phim Tài liệu và Khoa học Trung ương          |
| Đi về phía mặt trời                                 | Đào Đức Thanh                       | Công ty TNHH MTV Hãng phim Tài liệu và Khoa học Trung ương          |
| Giáo sư Tạ Quang Bửu – Nhà khoa học yêu nước        | NSƯT Hoàng Dũng                     | Công ty TNHH MTV Hãng phim Tài liệu và Khoa học Trung ương          |
| Chuyến đi của thanh xuân                            | NSƯT Trịnh Quang Tùng               | Công ty TNHH MTV Hãng phim Tài liệu và Khoa học Trung ương          |
| Đường đến hoà bình                                  | Đoàn Hồng Lê                        | Trung tâm Truyền hình Việt Nam khu vực miền Trung Tây Nguyên (VTV8) |
| Trời Hà Nội mãi xanh – Tập 2: Bầu trời của hòa bình | Bùi Thanh Hải                       | Điện ảnh Quân đội Nhân dân                                          |
| Trở về Khe Sanh                                     | Bùi Thanh Hải                       | Điện ảnh Quân đội Nhân dân                                          |
| Thời mở cõi                                         | Nguyễn Mộng Long                    | Công ty TNHH TV Pro                                                 |
| Thép trong lòng biển sâu                            | Vũ Trọng Quảng                      | Điện ảnh Quân đội Nhân dân                                          |
| Thanh âm đại ngàn                                   | Nguyễn Quang Quyết                  | Điện ảnh Quân đội Nhân dân                                          |
| Tội ác phía sau lòng tin                            | NSƯT Hoàng Dũng, Trần Xuân Chung    | Công ty TNHH MTV Hãng phim Tài liệu và Khoa học Trung ương          |
| Tìm lại tuổi thơ qua trò chơi dân gian              | NSƯT Hoàng Dũng                     | Công ty TNHH MTV Hãng phim Tài liệu và Khoa học Trung ương          |
| Suối nguồn                                          | Nguyễn Diệu Hoa, Nguyễn Tú Đức      | Điện ảnh Quân đội Nhân dân                                          |
| Những đứa trẻ trong sương                           | Hà Lệ Diễm                          | Varan Việt Nam                                                      |
| Những đứa con của rừng xanh                         | Nguyễn Hồng Việt                    | Ban biên tập Truyền hình đa phương tiện – Đài truyền hình Việt Nam  |
| Những tù nhân không số                              | Đào Duy Từ, Nguyễn Sỹ Hảo           | Công ty TNHH MTV Hãng phim Tài liệu và Khoa học Trung ương          |
| Người ơi, đừng khóc cuối đường                      | Nguyễn Đức Đệ (Đức Đệ)              | Trung tâm Truyền hình Việt Nam tại Thành phố Hồ Chí Minh            |
| Ngày mai có nắng                                    | Đỗ Thị Huyền Trang                  | Công ty TNHH MTV Hãng phim Tài liệu và Khoa học Trung ương          |
| Niềm tin                                            | Vũ Minh Phương                      | Điện ảnh Quân đội Nhân dân                                          |
| Mảnh ký ức                                          | Lê Hoàng Linh                       | Ban Truyền hình đối ngoại – Đài Truyền hình Việt Nam                |
| Lửa từ Thành cổ                                     | Phạm Thanh Hùng                     | Điện ảnh Quân đội Nhân dân                                          |
| Luật sư Vũ Trọng Khánh                              | NSND Nguyễn Như Vũ, Vũ Thị Thu Hiền | Công ty TNHH MTV Hãng phim Tài liệu và Khoa học Trung ương          |
| Làng Bình Yên                                       | Triệu Văn Đô                        | Truyền hình Quốc hội Việt Nam                                       |
| Khi họ có niềm tin                                  | Nguyễn Tiến Dũng                    | Công ty TNHH MTV Hãng phim Tài liệu và Khoa học Trung ương          |
| Khát vọng thiên thanh                               | Nguyễn Diệu Hoa                     | Điện ảnh Quân đội Nhân dân                                          |
| Ký ức tháng 12 năm 1972                             | NSƯT Hoàng Dũng                     | Công ty TNHH MTV Hãng phim Tài liệu và Khoa học Trung ương          |
| Hoá giải                                            | Vũ Anh Nhất                         | Điện ảnh Quân đội Nhân dân                                          |
| Hai bàn tay                                         | Đặng Thị Linh                       | Công ty TNHH MTV Hãng phim Tài liệu và Khoa học Trung ương          |
| Giấc mơ làm du lịch của người bản địa Tây Nguyên    | Đỗ Đại Tín                          | Công ty Cổ phần Phim Giải Phóng                                     |

#### Phim khoa học
Danh sách phim dự thi hạng mục Phim khoa học bao gồm:
| Tựa phim                                         | Đạo diễn                                | Đơn vị sản xuất                                                    |
| ------------------------------------------------ | --------------------------------------- | ------------------------------------------------------------------ |
| Thoát nước đô thị                                | Phùng Ngọc Tú                           | Công ty TNHH MTV Hãng phim Tài liệu và Khoa học Trung ương         |
| Bốn tại chỗ trong phòng chống bão lũ             | Hà Xuân Trường                          | Điện ảnh Quân đội Nhân dân                                         |
| Sự cân bằng hoàn hảo của đôi cánh                | Nguyễn Tài Văn                          | Ban Khoa giáo – Đài Truyền hình Việt Nam                           |
| Nghê – Linh vật của người Việt                   | Đào Đức Thanh                           | Công ty TNHH MTV Hãng phim Tài liệu và Khoa học Trung ương         |
| Óc Eo – Ánh sáng từ lòng đất                     | NSƯT Nguyễn Quang Tuấn, Nguyễn Đức Ngọc | Công ty TNHH MTV Hãng phim Tài liệu và Khoa học Trung ương         |
| Bí ẩn từ lòng đất                                | Phùng Ngọc Tú                           | Công ty TNHH MTV Hãng phim Tài liệu và Khoa học Trung ương         |
| Chầu văn – Âm hưởng linh thiêng                  | Hoàng Hà Lê                             | Công ty TNHH MTV Hãng phim Tài liệu và Khoa học Trung ương         |
| Vượt lên số phận                                 | Vũ Thị Thu Hiền                         | Công ty TNHH MTV Hãng phim Tài liệu và Khoa học Trung ương         |
| Đàn đá – Báu vật cổ xưa                          | Nguyễn Sỹ Bằng                          | Công ty TNHH MTV Hãng phim Tài liệu và Khoa học Trung ương         |
| Sinh tồn                                         | Phạm Hồng Thắng                         | Điện ảnh Quân đội Nhân dân                                         |
| Nghiên cứu về ứng dụng công nghệ trong chữa cháy | Hà Xuân Trường                          | Điện ảnh Quân đội Nhân dân                                         |
| Giải mã dấu vết vụ cháy                          | Nam Chung, Hà Hương, Lê Nhung           | Điện ảnh Công an – Cục Truyền thông Công an Nhân dân               |
| Ươm mầm dưới đáy đại dương                       | Nguyễn Tài Văn                          | Ban Khoa giáo – Đài Truyền hình Việt Nam                           |
| Ô nhiễm nhựa – Vấn đề của thực tại và tương lai  | Nguyễn Tài Văn                          | Ban Khoa giáo – Đài Truyền hình Việt Nam                           |
| Ghép tạng – Biến điều không thể thành có thể     | Nguyễn Hồng Việt                        | Ban biên tập Truyền hình đa phương tiện – Đài truyền hình Việt Nam |
| Hố đen                                           | Trịnh Quang Bách                        | Trung tâm Phim Tài liệu – Đài Truyền hình Việt Nam                 |
| Tại sao nghiện                                   | NSƯT Vũ Hoài Nam                        | Trung tâm Phim Tài liệu – Đài Truyền hình Việt Nam                 |
| Rác chìm                                         | NSƯT Vũ Hoài Nam                        | Trung tâm Phim Tài liệu – Đài Truyền hình Việt Nam                 |
| Đất ô nhiễm                                      | Nguyễn Thu                              | Công ty Cổ phần Phim Giải Phóng                                    |

#### Phim hoạt hình
Danh sách phim dự thi hạng mục Phim hoạt hình bao gồm:
| Tựa phim                 | Đạo diễn                   | Đơn vị sản xuất                                                             |
| ------------------------ | -------------------------- | --------------------------------------------------------------------------- |
| Nụ cười                  | Nguyễn Quang Trung         | Trường Đại học Sân khấu – Điện ảnh Hà Nội                                   |
| Chú Hải cẩu nghịch ngợm  | Phạm Duy Anh               | SCM, Công ty TNHH Đầu tư Công nghệ và dịch vụ Sconnect Việt Nam             |
| Chiếc bồn tắm thần kỳ    | Trịnh Quốc Thịnh           | WOA Fairy Tales, Công ty TNHH Đầu tư Công nghệ và dịch vụ Sconnect Việt Nam |
| Sự tích cây Nêu ngày Tết | NSƯT Lê Bình               | Công ty Cổ phần Hãng phim Hoạt hình Việt Nam                                |
| Cây ổi thiên đường       | NSND Phạm Ngọc Tuấn        | Công ty Cổ phần Hãng phim Hoạt hình Việt Nam                                |
| Nguồn cội                | NSƯT Phùng Văn Hà          | Công ty Cổ phần Hãng phim Hoạt hình Việt Nam                                |
| Phía sau tà thuật        | Vũ Duy Khánh               | Công ty Cổ phần Hãng phim Hoạt hình Việt Nam                                |
| Cô bé tóc xù             | Phạm Thị Minh Nguyệt       | Công ty Cổ phần Hãng phim Hoạt hình Việt Nam                                |
| Sương mù                 | NSƯT Phạm Hồng Sơn         | Công ty Cổ phần Hãng phim Hoạt hình Việt Nam                                |
| Bản lĩnh chiến binh      | NSƯT Hoàng Lộc             | Công ty Cổ phần Hãng phim Hoạt hình Việt Nam                                |
| Chuột Xám lắm mưu        | Trần Anh Tuấn              | Công ty Cổ phần Hãng phim Hoạt hình Việt Nam                                |
| Đại Hành Hoàng đế        | Trịnh Lâm Tùng             | Công ty Cổ phần Hãng phim Hoạt hình Việt Nam                                |
| Cái nhìn                 | NSND Nguyễn Thị Phương Hoa | Công ty Cổ phần Hãng phim Hoạt hình Việt Nam                                |
| Đi tìm bác sĩ            | Trần Khánh Duyên           | Công ty Cổ phần Hãng phim Hoạt hình Việt Nam                                |
| Cái đuôi của Cậu Ấm      | Trần Xuân Du               | Công ty Cổ phần Hãng phim Hoạt hình Việt Nam                                |
| Nữ tướng Mê Linh         | NSƯT Phùng Văn Hà          | Công ty Cổ phần Hãng phim Hoạt hình Việt Nam                                |
| Giấc mơ của con          | NSƯT Phạm Hồng Sơn         | Công ty Cổ phần Hãng phim Hoạt hình Việt Nam                                |
| Tái sinh                 | NSƯT Lê Bình               | Công ty Cổ phần Hãng phim Hoạt hình Việt Nam                                |
| Mái nhà ấm áp            | NSƯT Trần Khánh Duyên      | Công ty Cổ phần Hãng phim Hoạt hình Việt Nam                                |
| Tình bạn xuyên thời gian | NSƯT Phùng Văn Hà          | Công ty Cổ phần Hãng phim Hoạt hình Việt Nam                                |
| Trái tim của mẹ          | Đào Minh Uyển              | Công ty Cổ phần Phim Giải Phóng                                             |
| Kỳ tích đầm Dạ Trạch     | Bùi Mạnh Quang             | Công ty Cổ phần Hãng phim Hoạt hình Việt Nam                                |
| Kỳ nghỉ hè ý nghĩa       | Trịnh Lâm Tùng             | Công ty Cổ phần Hãng phim Hoạt hình Việt Nam                                |
| Giấc mơ làm mẹ           | NSND Phạm Ngọc Tuấn        | Công ty Cổ phần Hãng phim Hoạt hình Việt Nam                                |
| Bà của Đỗ Đỏ             | Nguyễn Thị Hồng Linh       | Công ty Cổ phần Hãng phim Hoạt hình Việt Nam                                |

### Phim tham dự chương trình toàn cảnh

#### Phim truyện điện ảnh
Danh sách phim tham dự chương trình toàn cảnh hạng mục Phim truyện điện ảnh bao gồm:
| Tựa phim              | Đạo diễn                  | Đơn vị sản xuất |
| --------------------- | ------------------------- | --- |
| Memento Mori: Đất     | Vũ Mạnh Cường             | Công ty Doanh nghiệp xã hội Memento Mori Việt Nam, Fortune Projects, Công ty TNHH Bình Hạnh Đan, HK Film, Wallsound |
| Khi ta hai lăm        | Luk Vân (Luk Hồ Hải Vân)  | Công ty TNHH Mowo                                                                                                   |
| Hạnh phúc máu         | Nguyễn Chung              | Công ty TNHH Link Media                                                                                             |
| Giao lộ 8675          | Lê Trần Minh Tân (Tân DS) | Công ty cổ phần truyền thông DZS                                                                                    |
| Chuyện ma gần nhà     | Trần Hữu Tấn              | Công ty Cổ phần ProductionQ                                                                                         |
| Chạm vào hạnh phúc    | Nguyễn Mai Long           | Công ty Cổ phần Nghiên cứu và Quảng bá hình ảnh Việt                                                                |
| Biệt đội rất ổn       | Tạ Nguyên Hiệp            | Công ty TNHH MTV Live On                                                                                            |
| Vong nhi              | Hoàng Tuấn Cường          | Công ty TNHH Mega GS Communication                                                                                  |
| Tiểu đội hoa hồng     | Nguyễn Quang Quyết        | Điện ảnh Quân đội Nhân dân                                                                                          |
| Siêu lừa gặp siêu lầy | Võ Thanh Hoà              | Công ty Cổ phần 89s                                                                                                 |
| Phượng cháy           | Nguyễn Mạnh Hà            | Công ty Cổ phần Phim truyện I                                                                                       |
| Phơi sáng             | Nguyễn Xuân Cường         | Công ty Cổ phần Phim Giải Phóng                                                                                     |
| Nhà không bán         | Hoàng Tuấn Cường          | Công ty TNHH Mega GS Communication                                                                                  |
| Nghề siêu dễ          | Võ Thanh Hoà              | Công ty TNHH Giải trí CJHK, Công ty TNHH Giải trí tổng hợp Thu Trang                                                |

#### Phim tài liệu
Danh sách phim tham dự chương trình toàn cảnh hạng mục Phim tài liệu bao gồm:
| Tựa phim                                                  | Đạo diễn                          | Đơn vị sản xuất                                            |
| --------------------------------------------------------- | --------------------------------- | ---------------------------------------------------------- |
| Xa khuất vùng quê lúa                                     | Nguyễn Thu                        | Công ty Cổ phần Phim Giải Phóng                            |
| Vang mãi tiếng cồng chiêng                                | Phạm Xuân Thắng                   | Trung tâm Phát hành phim và Chiếu bóng Đắk Lắk             |
| Trời Hà Nội mãi xanh – Tập 1: Bầu trời của đạn bom        | Phạm Thanh Hùng                   | Điện ảnh Quân đội Nhân dân                                 |
| Thành đồng trên biển                                      | Nguyễn Sỹ Bằng                    | Công ty TNHH MTV Hãng phim Tài liệu và Khoa học Trung ương |
| Ông đồ núi Tả Chải                                        | Phùng Ngọc Tú                     | Công ty TNHH MTV Hãng phim Tài liệu và Khoa học Trung ương |
| Những người đưa ánh sáng văn hóa về bản                   | Đào Kim Thành                     | Trung Tâm Điện ảnh Thể thao và Du lịch Việt Nam            |
| Những khắc tinh của lửa                                   | Phan Huỳnh Trang                  | Công ty Cổ phần Phim Giải Phóng                            |
| Những chuyến bay cảm tử                                   | Bùi Đình Dương, Nguyễn Hồng Quang | Trung tâm Truyền hình Việt Nam tại Thành phố Hồ Chí Minh   |
| Nhuộm tà áo xuân                                          | Nguyễn Quách Hải                  | Trung tâm Văn hóa – Điện ảnh tỉnh Bắc Giang                |
| Những thầy cô năm ấy                                      | Đỗ Thị Huyền Trang                | Công ty TNHH MTV Hãng phim Tài liệu và Khoa học Trung ương |
| Nhà yêu nước Phó Đức Chính                                | Trần Quang Minh                   | Trường Đại học Sân khấu – Điện ảnh Hà Nội                  |
| Ngược miền Tây Quảng Trị                                  | Phan Tân Lâm                      | Trung tâm Văn hóa, Điện ảnh Quảng Trị                      |
| Ngẫu hứng trống cồng chiêng                               | Nguyễn Thu                        | Công ty Cổ phần Phim Giải Phóng                            |
| Khu căn cứ kháng chiến Cư – Dliee Ya, niềm tự hào lịch sử | Phạm Xuân Thắng                   | Trung tâm Phát hành phim và Chiếu bóng Đắk Lắk             |
| Khám phá nghề dệt lanh của người Mông                     | Dương Thị Thanh                   | Trung tâm Văn hóa, Điện ảnh tỉnh Điện Biên                 |
| Kẻ thù của tôi, bạn của tôi                               | Phạm Hồng Thăng, Dương Văn Huy    | Công ty TNHH MTV Hãng phim Tài liệu và Khoa học Trung ương |
| Hai giọt nước                                             | Hoàng Hà Lê                       | Công ty TNHH MTV Hãng phim Tài liệu và Khoa học Trung ương |
| Dưới tán rừng Kon-Ka-Kinh                                 | Lâm Lê Dũng                       | Công ty Cổ phần Phim Giải Phóng                            |
| Đường tới đích                                            | Dương Văn Huy                     | Công ty TNHH MTV Hãng phim Tài liệu và Khoa học Trung ương |
| Chiến thắng Ấp Bắc                                        | Phạm Hồng Thắng                   | Điện ảnh Quân đội Nhân dân                                 |

#### Phim khoa học
Danh sách phim tham dự chương trình toàn cảnh hạng mục Phim khoa học bao gồm:
| Tựa phim                               | Đạo diễn                     | Đơn vị sản xuất                                            |
| -------------------------------------- | ---------------------------- | ---------------------------------------------------------- |
| Khi đàn sếu bay đi                     | NSƯT Nguyễn Hồng Quảng       | Ban Khoa Giáo – Đài Truyền hình Việt Nam                   |
| Khi dòng sông vắng lũ                  | Đặng Linh (Đặng Thị Linh)    | Công ty TNHH MTV Hãng phim Tài liệu và Khoa học Trung ương |
| Bệnh ung thư – Nỗi đau và niềm hi vọng | Đào Đức Thanh                | Công ty TNHH MTV Hãng phim Tài liệu và Khoa học Trung ương |
| Đuối nước                              | Lê Thanh Lịch, Chu Văn Quỳnh | Trung tâm Điện ảnh, Thể thao và Du lịch Việt Nam           |

#### Phim hoạt hình
Danh sách phim tham dự chương trình toàn cảnh hạng mục Phim hoạt hình bao gồm:
| Tựa phim                | Đạo diễn             | Đơn vị sản xuất                                                             |
| ----------------------- | -------------------- | --------------------------------------------------------------------------- |
| Có thờ có thiêng        | Đặng Hải Quang       | Công ty cổ phần dịch vụ văn hóa truyền thông Sáng Ý                         |
| Quái vật rác            | Phạm Duy Anh         | SCM, Công ty TNHH Đầu tư Công nghệ và dịch vụ Sconnect Việt Nam             |
| Cánh én trở về          | Trần Anh Tuấn        | Công ty Cổ phần Hãng phim Hoạt hình Việt Nam                                |
| Những cơn mưa lạ        | Trịnh Lâm Tùng       | Công ty Cổ phần Hãng phim Hoạt hình Việt Nam                                |
| Bước nhảy phi thường    | Trần Xuân Du         | Công ty Cổ phần Hãng phim Hoạt hình Việt Nam                                |
| Những chú cá bay        | Phạm Thị Minh Nguyệt | Công ty Cổ phần Hãng phim Hoạt hình Việt Nam                                |
| Phương thuốc kỳ diệu    | NSƯT Hoàng Lộc       | Công ty Cổ phần Hãng phim Hoạt hình Việt Nam                                |
| Chú cá đuối kiêu ngạo   | Đào Minh Uyển        | Công ty Cổ phần Hãng phim Hoạt hình Việt Nam                                |
| Cá rô đi lạc            | Đào Minh Uyển        | Công ty Cổ phần Phim Giải Phóng                                             |
| Ngọn gió bất trị        | Đào Minh Uyển        | Công ty Cổ phần Phim Giải Phóng                                             |
| Đôi cánh kim cương      | Đào Minh Uyển        | Công ty Cổ phần Phim Giải Phóng                                             |
| Hành tinh tý hon        | NSƯT Phùng Văn Hà    | Công ty Cổ phần Hãng phim Hoạt hình Việt Nam                                |
| Tình yêu thần chết      | Trịnh Quốc Thịnh     | WOA Fairy Tales, Công ty TNHH Đầu tư Công nghệ và dịch vụ Sconnect Việt Nam |
| Học viện cổ tích        | Nguyễn Kim Thành     | WOA Fairy Tales, Công ty TNHH Đầu tư Công nghệ và dịch vụ Sconnect Việt Nam |
| Wolfoo và hòn đảo kỳ bí | Phan Thị Thơ         | Wolfoo Series, Công ty TNHH Đầu tư Công nghệ và dịch vụ Sconnect Việt Nam   |
| Vẹt xanh láu lỉnh       | Vũ Duy Khánh         | Công ty Cổ phần Hãng phim Hoạt hình Việt Nam                                |
| Kẻ trộm vô hình         | Vũ Duy Khánh         | Công ty Cổ phần Hãng phim Hoạt hình Việt Nam                                |
| Bạch Đằng nổi sóng      | Bùi Mạnh Quang       | Công ty Cổ phần Hãng phim Hoạt hình Việt Nam                                |

## Đoạt giải và đề cử
| Phim đoạt giải Bông Sen Vàng Phim đoạt giải Bông Sen Bạc Phim nhận Giải thưởng ban giám khảo |

### Phim truyện điện ảnh
| Giải Bông Sen - Tro tàn rực rỡ - Công ty TNHH Ân Nam Films, Viet Vision, Fleur de Lys - Mẹ ơi, Bướm đây! - Công ty Cổ phần Truyền thông DZS - Em và Trịnh - Công ty Cổ phần giải trí và giáo dục Galaxy - Đào, Phở và Piano - Công ty Cổ phần Phim truyện I - Con Nhót mót chồng - Công ty TNHH Giải trí Tổng hợp Thu Trang - Người vợ cuối cùng - Công ty TNHH Lotte Entertainment Việt Nam, Công ty Cổ Phần Giải Trí TFilm, Công ty TNHH November Film | |
| Giải thưởng "Cao nguyên hùng vĩ" Em và Trịnh - Công ty Cổ phần giải trí và giáo dục Galaxy | Phim được yêu thích nhất Siêu lừa gặp siêu lầy - Công ty Cổ phần 89s                                                                                           |
| Nam diễn viên chính xuất sắc - Thái Hòa - Con Nhót mót chồng - Avin Lu - Em và Trịnh - Doãn Quốc Đam - Đào, Phở và Piano | Nữ diễn viên chính xuất sắc - Mai Cát Vi, Đinh Y Nhung - Mẹ ơi, Bướm đây! - Juliet Bảo Ngọc Doling - Tro tàn rực rỡ - Uyển Ân - Nhà bà Nữ                      |
| Nam diễn viên phụ xuất sắc - Lê Công Hoàng - Tro tàn rực rỡ - Tiến Luật - Con Nhót mót chồng - Song Luân - Nhà bà Nữ | Nữ diễn viên phụ xuất sắc - Bùi Lan Hương - Em và Trịnh - Ngô Phạm Hạnh Thuý - Tro tàn rực rỡ - Kim Oanh - Người vợ cuối cùng                                  |
| Đạo diễn xuất sắc - Bùi Thạc Chuyên - Tro tàn rực rỡ - Lưu Huỳnh - Mẹ ơi, Bướm đây! - Phan Gia Nhật Linh - Em và Trịnh | Tác giả kịch bản xuất sắc - Lưu Huỳnh - Mẹ ơi, Bướm đây! - Nhung Khìn, Bé Lép, Ân Nguyễn, Vũ Ngọc Đãng - Con Nhót mót chồng - Bùi Thạc Chuyên - Tro tàn rực rỡ |
| Kỹ xảo điện ảnh xuất sắc Nhóm kỹ xảo điện ảnh - Cô gái từ quá khứ | Đạo diễn phim đầu tay xuất sắc Andy Nguyễn - Fanti |
| Quay phim xuất sắc - Nguyễn K'linh - Tro tàn rực rỡ - Nguyễn Phan Linh Đan - Cô gái từ quá khứ - Dominic Christopher Pereira - Người vợ cuối cùng | Hoạ sĩ thiết kế mỹ thuật xuất sắc - Ghia Ci Fam - Người vợ cuối cùng - Hà Đỗ, Thuỷ Design - Em và Trịnh - Vũ Việt Hưng - Đào, Phở và Piano                     |
| Âm nhạc xuất sắc - Tôn Thất An - Tro tàn rực rỡ - Trần Hữu Tuấn Bách, Đức Trí - Em và Trịnh - Đức Trí - Mẹ ơi, Bướm đây! | Thiết kế âm thanh xuất sắc - Vick Võ Hoàng - Em và Trịnh - Claire Anne Largeron - Tro tàn rực rỡ - Capital - Mẹ ơi, Bướm đây!                                  |

### Phim tài liệu
| Giải Bông Sen - Những đứa trẻ trong sương - Varan Việt Nam - Trời Hà Nội mãi xanh - Tập 2: Bầu trời của hòa bình - Điện ảnh Quân đội nhân dân - Hai bàn tay - Công ty TNHH MTV Hãng phim Tài liệu và Khoa học Trung ương - Đường đến hoà bình - Trung tâm Truyền hình Việt Nam khu vực miền Trung Tây Nguyên (VTV8) - Người ơi, đừng khóc cuối đường - Trung tâm Truyền hình Việt Nam tại Thành phố Hồ Chí Minh | |
| Đạo diễn xuất sắc - Hà Lệ Diễm - Những đứa trẻ trong sương - Đặng Thị Linh - Hai bàn tay - Bùi Thanh Hải - Trời Hà Nội mãi xanh - Tập 2: Bầu trời của hòa bình | Tác giả kịch bản xuất sắc - Đặng Thị Linh - Hai bài tay - Nguyễn Đức Đệ - Người ơi, đừng khóc cuối đường - Nguyên Trần - Biển đói                             |
| Quay phim xuất sắc - Nguyễn Thiên Định - Biển đói - Triệu Văn Đô - Làng bình yên - Hà Hải Long - Lửa từ thành cổ | Thiết kế âm thanh xuất sắc - Chu Đức Thắng, Đào Thị Hằng - Thép trong lòng biển sâu - Nguyễn Mạnh Dũng - Làng bình yên - Vân Ly - Những đứa con của rừng xanh |

### Phim khoa học
| Giải Bông Sen - Nghiên cứu về ứng dụng công nghệ trong chữa cháy - Điện ảnh Quân đội nhân dân - Rác chìm - Trung tâm Phim Tài liệu – Đài Truyền hình Việt Nam - Đất ô nhiễm - Công ty Cổ phần Phim Giải Phóng - Giải mã dấu vết vụ cháy - Điện ảnh Công an – Cục Truyền thông Công an Nhân dân - Vượt lên số phận - Công ty TNHH MTV Hãng phim Tài liệu và Khoa học Trung ương | |
| Đạo diễn xuất sắc - Nguyễn Thu - Đất ô nhiễm - Hà Xuân Trường - Nghiên cứu về ứng dụng công nghệ trong chữa cháy - Vũ Hoài Nam - Rác chìm | Tác giả kịch bản xuất sắc - Trịnh Quang Bách - Hố đen - Nguyễn Đức Thực - Sinh tồn - Bùi Thị Thoa - Vượt lên số phận                                     |
| Quay phim xuất sắc - Vũ Trọng Quảng, Nguyễn Ngọc Sơn, Nguyễn Bảo Khánh - Sinh tồn - Lại Tùng Lâm - Rác chìm - Dương Ngô Thành - Hố đen | Thiết kế âm thanh xuất sắc - Dương Ngọc Hoà - Đàn đá - Báu vật cổ xưa - Đào Đức Thanh - Chầu văn - Âm hưởng linh thiêng - Hồ Sỹ Tuấn - Bí ẩn từ lòng đất |

### Phim hoạt hình
| Giải Bông Sen - Giấc mơ của con - Công ty Cổ phần Hãng phim Hoạt hình Việt Nam - Nụ cười - Trường Đại học Sân khấu – Điện ảnh Hà Nội - Bà của Đỗ Đỏ - Công ty Cổ phần Hãng phim Hoạt hình Việt Nam - Cây ổi thiên đường - Công ty Cổ phần Hãng phim Hoạt hình Việt Nam - Nữ tướng Mê Linh - Công ty Cổ phần Hãng phim Hoạt hình Việt Nam | |
| Đạo diễn xuất sắc - Nguyễn Quang Trung - Nụ cười - Nguyễn Thị Hồng Linh - Bà của Đỗ Đỏ - Phạm Hồng Sơn - Giấc mơ của con | Tác giả kịch bản xuất sắc - Nguyễn Quang Thiều - Cây ổi thiên đường - Đàm Thuỳ Dương - Bà của Đỗ Đỏ - Trần Thị Thanh Tâm - Cô bé tóc xù |
| Hoạ sĩ diễn xuất xuất sắc - Nhóm hoạ sĩ diễn xuất - Đại Hành Hoàng đế - Nhóm hoạ sĩ diễn xuất - Cái đuôi của cậu ấm - Nhóm hoạ sĩ diễn xuất - Nữ tướng Mê Linh | Hoạ sĩ tạo hình xuất sắc - Bùi Mạnh Quang - Kỳ tích đầm Dạ Trạch - Phạm Ngọc Tuấn - Cây ổi thiên đường - Lê Bình - Tái sinh             |
| Âm nhạc xuất sắc - Lương Ngọc Châu - Sương mù - Phạm Bá Chỉnh - Nữ tướng Mê Linh - Đặng Duy Chiến - Kỳ tích đầm Dạ Trạch | Thiết kế âm thanh xuất sắc - Nguyễn Duy Long - Đại Hành Hoàng đế - Bành Bắc Hải - Cái nhìn - Hoàng Thu Thuỷ - Nữ tướng Mê Linh          |

### Phim nhận được nhiều chiến thắng và đề cử
| Hạng mục             | Số lần đề cử | Phim                                                |
| -------------------- | ------------ | --------------------------------------------------- |
| Phim truyện điện ảnh | 9            | Tro tàn rực rỡ                                      |
| Phim truyện điện ảnh | 8            | Em và Trịnh                                         |
| Phim truyện điện ảnh | 6            | Mẹ ơi, Bướm đây!                                    |
| Phim truyện điện ảnh | 4            | Con Nhót mót chồng                                  |
| Phim truyện điện ảnh | 3            | Người vợ cuối cùng                                  |
| Phim truyện điện ảnh | 3            | Đào, Phở và Piano                                   |
| Phim truyện điện ảnh | 2            | Nhà bà Nữ                                           |
| Phim truyện điện ảnh | 2            | Cô gái từ quá khứ                                   |
| Phim tài liệu        | 3            | Hai bàn tay                                         |
| Phim tài liệu        | 2            | Những đứa trẻ trong sương                           |
| Phim tài liệu        | 2            | Trời Hà Nội mãi xanh - Tập 2: Bầu trời của hòa bình |
| Phim tài liệu        | 2            | Người ơi, đừng khóc cuối đường                      |
| Phim tài liệu        | 2            | Biển đói                                            |
| Phim tài liệu        | 2            | Làng bình yên                                       |
| Phim khoa học        | 3            | Rác chìm                                            |
| Phim khoa học        | 2            | Nghiên cứu về ứng dụng công nghệ trong chữa cháy    |
| Phim khoa học        | 2            | Đất ô nhiễm                                         |
| Phim khoa học        | 2            | Vượt lên số phận                                    |
| Phim khoa học        | 2            | Hố đen                                              |
| Phim khoa học        | 2            | Sinh tồn                                            |
| Phim hoạt hình       | 4            | Nữ tướng Mê Linh                                    |
| Phim hoạt hình       | 3            | Bà của Đỗ Đỏ                                        |
| Phim hoạt hình       | 3            | Cây ổi thiên đường                                  |
| Phim hoạt hình       | 2            | Giấc mơ của con                                     |
| Phim hoạt hình       | 2            | Nụ cười                                             |
| Phim hoạt hình       | 2            | Đại Hành Hoàng đế                                   |
| Phim hoạt hình       | 2            | Kỳ tích đầm Dạ Trạch                                |

| Hạng mục             | Số lần đoạt giải | Phim                      |
| -------------------- | ---------------- | ------------------------- |
| Phim truyện điện ảnh | 5                | Tro tàn rực rỡ            |
| Phim truyện điện ảnh | 4                | Em và Trịnh               |
| Phim truyện điện ảnh | 3                | Mẹ ơi, Bướm đây!          |
| Phim truyện điện ảnh | 2                | Con Nhót mót chồng        |
| Phim truyện điện ảnh | 2                | Cô gái từ quá khứ         |
| Phim tài liệu        | 2                | Những đứa trẻ trong sương |
| Phim tài liệu        | 2                | Hai bàn tay               |
| Phim khoa học        | 2                | Đất ô nhiễm               |
| Phim hoạt hình       | 2                | Nụ cười                   |
| Phim hoạt hình       | 2                | Cây ổi thiên đường        |
| Phim hoạt hình       | 2                | Đại Hành Hoàng đế         |

## Tranh cãi
Tại lễ trao giải, Bùi Lan Hương được nhà sản xuất đăng ký là nữ chính của phim Em và Trịnh nhưng lại được đề cử và trao giải ở hạng mục Nữ diễn viên phụ xuất sắc nhất. Đạo diễn Phan Gia Nhật Linh cho biết vai Khánh Ly của Bùi Lan Hương trên kịch bản chỉ là vai phụ nhưng sự toả sáng của nữ ca sĩ đã khiến mọi người đều chú ý đến nhân vật này. Ông cho rằng vấn đề lớn hơn của sự việc này là sự không thống nhất các khái niệm khi đăng ký thông tin giữa nhà sản xuất và ban tổ chức các giải thưởng. Ông Vi Kiến Thành sau đó khẳng định sẽ rút kinh nghiệm sau vụ trao giải cho Bùi Lan Hương.